# Nanomyces perpendicularis
Nanomyces perpendicularis är en svampart som beskrevs av Thaxt. 1931. Nanomyces perpendicularis ingår i släktet Nanomyces och familjen Laboulbeniaceae.   Inga underarter finns listade i Catalogue of Life.